# مالور
مالور (به انگلیسی: Malur) یک منطقهٔ مسکونی در هند است که در بخش کولار واقع شده‌است. مالور ۷٫۱۲ کیلومتر مربع مساحت و ۲۷٬۸۱۵ نفر جمعیت دارد و ۹۰۹ متر بالاتر از سطح دریا واقع شده‌است.